# John Johansson i Gränö
John Helge Johansson i Gränö, i riksdagen kallad Johansson i Gränö, född 1 februari 1904 i Järeda församling, Kalmar län, död där 14 januari 1995, var en svensk hemmansägare och politiker (i centerpartiet).
Johansson var ledamot av riksdagens andra kammare från 1958, invald i Kalmar läns valkrets.